# SN 2002jr
SN 2002jr – supernowa typu Ia odkryta 9 listopada 2002 roku w galaktyce A020441-0509. W momencie odkrycia miała maksymalną jasność 22,70m.